# Los Corrales
Los Corrales település Spanyolországban, Sevilla tartományban. Los Corrales El Saucejo, Osuna, Martín de la Jara, Campillos, Teba és Almargen községekkel határos. Lakosainak száma 3970 fő (2024).

## Népesség
A település népessége az elmúlt években az alábbi módon változott:
| Lakosok száma | 4115 | 4084 | 4076 | 4073 | 4090 | 4029 | 3985 | 3941 | 3984 | 3970 |
|               | 2001 | 2004 | 2007 | 2009 | 2012 | 2014 | 2017 | 2019 | 2022 | 2024 |